# Kolbia
Kolbia je rod iz porodice Passifloraceae.
Ovaj rod još nema priznatih vrsta. Nije riješen status jedne vrste.